# Chistagne
Chistagne (in croato Kistanje, in serbo Кистање) è un comune della Croazia. Si trova nella Dalmazia del nord, nella Regione di Sebenico e Tenin.

## Storia
Nei pressi di Chistagne si trova l'antica città di Burnum, sede di diverse legioni romane, tra cui la Legio XI Claudia Pia Fidelis e la IIII Flavia Felix.
Tra il 1941 ed il 1943 fece parte della Provincia di Zara del Regno d'Italia.

## Popolazione
Secondo il censimento del 2011, Chistagne aveva 3 481 abitanti, di cui il 62,2% serbi e il 36,8% croati.

## Località
Il comune di Chistagne è suddiviso in 14 frazioni (naselja):
- Biocinosello[5] (Biovičino Selo)
- Chistagne (Kistanje)
- Kolašac
- Geversche[5] (Đevrske)
- Gošić
- Ivosseuzzi[5] (Ivoševci)
- Kakanj
- Krnjeuve
- Modrino Selo
- Nunnici[5] (Nunić)
- Parčić
- Smrdelje
- Varivode
- Zečevo